# Charles Wall
Charles Terence Clegg "Terry" Wall (Bristol, 14 de dezembro de 1936) é um matemático britânico.
Seus campos de interesse profissional são topologia, topologia algébrica e teoria das singularidades.

## Obras
- Surgery on compact manifolds, 1970
- A geometric introduction to topology, 1972
- com A. du Plessis: The geometry of topological stability, 1995